# حانة السحاقيات

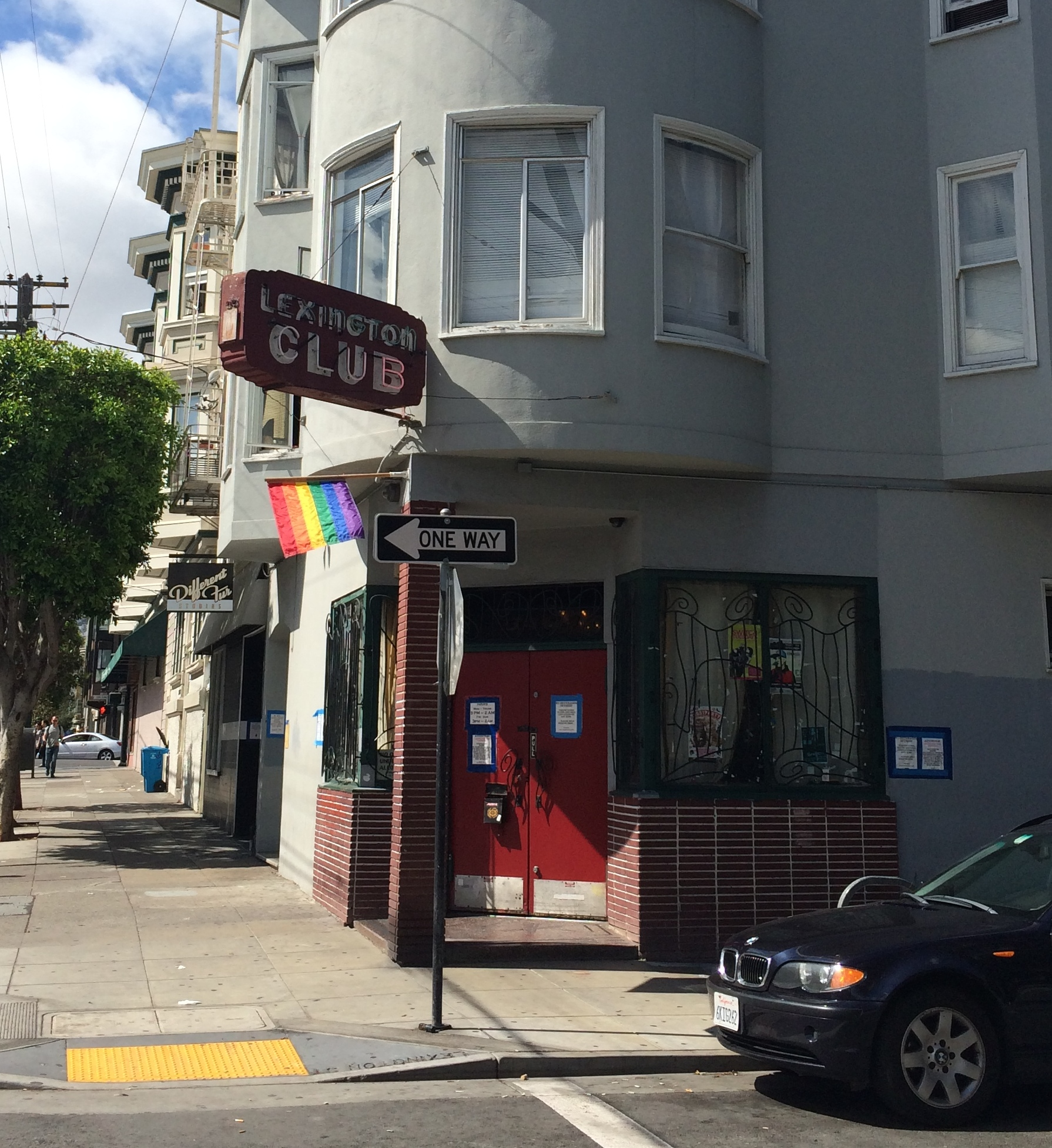
نادي ليكسينغتون (1997-2015), المعروف أيضًا باسم كان "The Lex" آخر حانة سحاقيات متبقية في سان فرانسيسكو

حانة السحاقيات (تسمى أحيانًا "حانة النساء") هي مؤسسة للشرب تقدم خدماتها حصريًا أو في الغالب للنساء المثليات. على الرغم من اختلاطه في كثير من الأحيان, إلا أن شريط السحاقيات له تاريخ متميز عن تاريخ حانة المثليين.

## الدلالة
حانات السحاقيات تسبق المساحات النسوية مثل المكتبات والمقاهي, وخدمات المثليين المعاصرة مثل المراكز المجتمعية ومراكز الرعاية الصحية. على الرغم من وجود عدد قليل من الحانات الخاصة بالسحاقيات اليوم, إلا أن حانات السحاقيات كانت منذ فترة طويلة مواقع للجوء والتحقق من الصحة والمجتمع والمقاومة للنساء اللاتي تعتبر ميولهن الجنسية "منحرفة" أو غير معيارية. لقد كانت مساحات لبناء المجتمع بين الأجيال, حيث أتيحت للمرأة الفرصة للخروج, مما قد يؤدي إلى فقدان الوظائف والأسرة والوضع الاجتماعي. ومع ذلك, يمكن أن تكون أيضًا مواقع عزلة شديدة.

## التاريخ
في حين مُنعت النساء في الولايات المتحدة تاريخياً من دخول الأماكن العامة التي تروج لاستهلاك الكحول, ارتفع وجود الصالون النسائي في عشرينيات القرن الماضي. سمحت خطابات الحظر للنساء بالشرب بحرية أكبر.
وفي الوقت نفسه, في جمهورية فايمار الألمانية, كانت الحانات والنوادي الليلية للسحاقيات كثيرة, وخاصة في برلين. تدير رائدة الأعمال, إلسا كونراد, العديد من الأماكن التي تلبي احتياجات النخبة المثقفة من المثليات. استضاف بارها Mali und Igel ضيوفًا مثل مارلينه ديتريش.
يُشار إلى نادي Mona 440 في سان فرانسيسكو, والذي افتتح في عام 1936, على نطاق واسع باعتباره أول حانة للسحاقيات في الولايات المتحدة. في الخمسينيات من القرن الماضي, بدأت الحانات في الظهور لمثليات الطبقة العاملة, من البيض والسود. كانت السمة المميزة لهذه الحانات (التي يشار إليها غالبًا باسم "المثليين القدامى") هي نماذج ثنائية الجنس الآخر من الاقتران وفرض ثنائيات (بيضاء) من الجزار / الأنثى أو (سوداء) مسمار / فام. بسبب نقص رأس المال الاقتصادي والفصل العنصري, كانت الحفلات المنزلية شائعة بين المثليات السود. السحاقيات اللواتي غيرن الأدوار كان يُنظر إليهن بازدراء ويشار إليهن أحيانًا باسم "KiKi" أو "AC / DC". من هذا التنظيم المبكر للمثليات جاءت حركة المثليين وبنات بيليتس.
توسع التعرف على المثليات والمثليين وثقافة الحانات بشكل كبير مع الهجرة والمرور عبر الناس في المدن الكبرى أثناء وبعد الحرب العالمية الثانية.
في الستينيات, مع صعود حركة تحرير المثليين وزيادة التعريف بمصطلح وهوية "السحاقيات", زادت شعبية حانات النساء. شهدت السبعينيات صعود الحركة النسوية السحاقية, وأصبحت الحانات مساحات مهمة للناشطين في المجتمع. كما دعمت الحانات السحاقيات فرق الكرة اللينة النسائية.

## الشرطة ورد الفعل العنيف
كانت الأفعال الجنسية المثلية غير قانونية في الولايات المتحدة حتى إلغاء التجريم التدريجي من عام 1962 إلى عام 2003, وكانت مداهمات الشرطة تمثل خطرًا في الأماكن التي اعتبرت فيها السحاق فاحشًا إجراميًا.  قامت الشرطة السرية وضباط الشرطة خارج أوقات العمل بإرهاب حانات السحاقيات منذ إنشائها. يمكن أن تتعرض المثليات للمضايقة والاحتجاز من قبل الشرطة للتجمع العلني في مكان يتم فيه تقديم المشروبات الكحولية, أو الرقص مع شخص من نفس الجنس, أو عدم إبراز الهوية. تجمع بعض أصحاب الحانات في سان فرانسيسكو معًا في نقابة تافرن جيلد للرد على ذلك, وجمعوا الأموال للدفاع عن الرعاة الذين تم القبض عليهم في مداهمات.
غالبًا ما كان الرجال أصحاب العقارات في حانات السحاقيات, من أجل الحصول على تراخيص الخمور والتنقل في العلاقات مع الشرطة والمافيا. غالبًا ما قام أصحاب الحانات برشوة الشرطة لتحذيرهم قبل المداهمات مباشرة, حيث يقومون بإضاءة الأنوار في الحانة وتفصل السحاقيات.
كشكل من أشكال الحماية, غطت بعض الحانات نوافذها, ولم يكن بها لافتات تعريف, أو لا يمكن الدخول إليها إلا من خلال باب خلفي. جرب بعض أصحاب الحانات النماذج القائمة على العضوية, والتي عززت الأمان ولكنها كانت أيضًا إقصائية.

## انخفاض
بالإضافة إلى الشرب, دارت ثقافة شريط السحاقيات أيضًا حول بناء المجتمع والرقص ولعب البلياردو. لم تكن هذه الرعاية الموجهة, ولكن غير المربحة, مربحة دائمًا وتسببت في إغلاق العديد من الحانات أبوابها.
لقد ضاعت هذه القطع من التاريخ حيث أصبح "بار السحاقيات في الحي" غير قادر على نحو متزايد على سداد مدفوعات الإيجار, كما يساهم التحسين في تراجع المحسوبية. تستمر حانات المثليين الذكور لأن الرجال المثليين لديهم رأس مال اقتصادي أكبر, ويؤدي ظهور ثقافة المواعدة عبر الإنترنت إلى إزاحة زراعة مجتمعات السحاقيات عبر الأجيال التي تم إنشاؤها تاريخيًا في حانات السحاقيات. نظرًا لأن النساء المثليات أكثر عرضة لأن يكونوا من مقدمي الرعاية الأساسيين للأطفال مقارنة بالرجال المثليين, فإن الأحياء السحاقية تتخذ شكلاً مختلفًا عن أحياء المثليين, ونتيجة لذلك, تقل الحياة الليلية للسحاقيات.
إلى جانب زيادة تعميم ثقافة LGBTQ, نما استخدام مصطلح "queer" للتعريف الذاتي, بدلاً من "مثليه", بين العديد من الأعضاء الأصغر سنًا في مجتمع المثليات؛ ومع ظهور ثقافة المواعدة عبر الإنترنت, أصبحت الحانات المخصصة للسحاقيات أقل شيوعًا في العصر الحديث.
تشمل بعض الأفلام الوثائقية حول هذا الانخفاض ما يلي:
- وفاة حانات السحاقيات (التركيز على أستراليا).[24]
- The Last Lesbian Bars (2015) (التركيز على الولايات المتحدة).[25]
- مشروع Lesbian Bar Project (2022) (التركيز على الولايات المتحدة).[26]

قائمة أشرطة السحاقيات
أصبحت حانات السحاقيات نادرة في دول الثقافة الغربية, وهناك علامات على التراجع في أجزاء من آسيا أيضًا. ومع ذلك, هناك اليوم بعض الحانات الصديقة للمثليين والمثليات التي تستضيف ليالي "السحاقيات" أو "النساء المثليات". تتضمن بعض الحانات السحاقية الحالية والسابقة ما يلي:

### آسيا

#### هونج كونج
- Virus و L'Paradis هما حانتان للسحاقيات بقيت في هونغ كونغ, بانخفاض عن تسعة في السنوات السابقة.[27]

طوكيو (اليابان)
- بدأ Goldfinger كحانة للسحاقيات في حي Shinjuku Ni-chōme في أوائل العقد الأول من القرن الحادي والعشرين, وهو الآن مختلط, ولكنه يسمح للنساء فقط في أيام السبت.[28][29]

#### شنغهاي (الصين)
- تم افتتاح Roxie's, أول حانة للسحاقيات في شنغهاي, في عام 2014.

### استراليا ونيوزيلندا

#### سيدني (أستراليا)
تحدث ليالي مختلفة بانتظام في سيدني لتقديم الطعام لنساء LGBTQ.
- Unicorns, التي أنشأتها Delsi the Cat, هي حفلة شبه منتظمة, بشكل عام مع أجواء المستودعات. يحدث أيضًا في مواقع أخرى, مثل ملبورن.[31]
- يتم تشغيل GiRLTHING, الذي يوصف بأنه حزب "femme-queer", بواسطة Snatch & Grab شهريًا, بشكل عام في فندق Imperial Hotel.[32]
- تم إطلاق Birdcage في عام 2012 ويحدث بشكل عام أسبوعيًا. وتصف نفسها بأنها "شين ديغ الأكثر غرابة في إنمور".[33]

#### ملبورن (أستراليا)
- Sundaylicious, حدث جلسة الأحد الشهري الذي يعقد في أماكن مختلفة مختلفة في جميع أنحاء ملبورن.[34]
- Friyay, وهو حدث نصف شهري يُعقد في ثاني ورابع جمعة من الشهر, في Francseca's Bar في نورثكوت, ملبورن.[35]
- الأم, ليلة ملهى منتظمة تقام في عتيك.[36]

### كندا

#### مونتريال (كيبيك)
- كان BabyFace Disco أول حانة للمثليات تم افتتاحها في مونتريال في أواخر الستينيات, تليها Chez Madame Arthur و Chez Jilly.
- كانت Labyris و Lilith و L'Exit شائعة في "العصر الذهبي" في الثمانينيات من القرن الماضي في حانات السحاقيات في مونتريال عندما ازدهر حي للسحاقيات في Plateau Mont Royal, مع المكتبات والمنظمات المجتمعية والمقاهي.
- كانت Tabou و Klytz و G-Spot و Magnolia من بين عشرات البارات النسائية التي افتتحت في التسعينيات, على الرغم من أن العديد منها لم يدم طويلاً.

بحلول عام 2019, لم تعد هناك حانات للسحاقيات في مونتريال, على الرغم من استمرار إقامة الأحداث الخاصة بالنساء المثليات.

### أوروبا

#### برشلونة (إسبانيا)
- افتتحت Daniel's في أواخر عام 1975, وكانت واحدة من أولى بارات المثليين في إسبانيا وواحدة من أولى بارات المثليين في برشلونة.[38][39] افتتحته ماريا ديل كارمن توبار, وكانت في الأصل عبارة عن بار وغرفة بلياردو ولكنها توسعت لتشمل قاعة للرقص. في السنوات الأولى من التحول الديمقراطي الإسباني, كانت الشرطة تداهم أحيانًا الحانة. لعب توبار دورًا نشطًا في جعل دانيال مركز حياة السحاقيات في برشلونة, ورعاية الفرق الرياضية ومجموعة مسرحية.[40] تم إغلاق الحانة في وقت لاحق, ولكن سيتم تذكرها في الكتب والمعارض لأهميتها في التاريخ السحاقي لإسبانيا.[41][39][42]

#### كوبنهاجن (دنمارك)
- نادي Vela للمثليين, بار خاص بالفتيات في منطقة Vesterbro.[43][44]

#### فرانكفورت (ألمانيا)
- افتتح لا جاتا, البار الوحيد للسحاقيات في فرانكفورت, في عام 1971. وفقًا لمالكها إريكا "ريكي" وايلد, فإن هذا "أقدم حانة سحاقيات في العالم".[45]

#### لندن (إنجلترا)
- كاندي بار في سوهو, افتتح في عام 1996 وأغلق في عام 2014. يسمح للرجال إذا كانوا مثليين وبصحبتهم نساء.[46]
- كان نادي Gateways Club في تشيلسي أحد أقدم حانات السحاقيات في العالم. تم افتتاحه عام 1943 وأغلق عام 1985. كان الشريط هو المكان المناسب لمشهد في فيلم The Killing of Sister George عام 1968, مع زبائن حقيقيين يرقصون جنبًا إلى جنب مع الممثلات الرائدات.[47][48]

#### باريس (فرنسا)
- كان Chez Moune ملهى للسحاقيات افتتح في Place Pigalle في عام 1936. تم تحويله إلى نادٍ موسيقي مختلط في القرن الحادي والعشرين.[49]
- كان القمر الجديد يقع في Place Pigalle. على غرار Chez Moune, تحول ملهى السحاقيات إلى نادٍ للموسيقى المختلطة في القرن الحادي والعشرين.[50]
- كان Pulp أحد أشهر أفلام Pulp Fiction في الفترة من 1997 إلى 2007.[51]

تشمل بارات السحاقيات الباريسية الأخرى La Mutinerie و Le Bar'Ouf و Le 3W Kafé و Ici Bar de Filles و So What.

### المكسيك وأمريكا الوسطى والجنوبية

#### مكسيكو سيتي (المكسيك)
- Babiana Club Less هو ملهى ليلي للسحاقيات افتتح في حي زونا روزا في عام 2013.[53][54]

#### بوينس آيريس (الأرجنتين)
- بدأ Bach Bar, أقدم حانة للمثليين في بوينس آيرس, كحانة للسحاقيات ولا يزال يجتذب حشدًا من المثليات.[55]

### الشرق الأوسط

#### بيروت (لبنان)
- افتتح Coup d'Etat في عام 2006 أثناء وقف إطلاق النار في لبنان, ويُزعم أنه أول حانة للمثليات في الشرق الأوسط. لم يجتذب ما يكفي من الأعمال من النساء المثليين أو السياح المحليين, وأغلق في عام 2007. بحلول عام 2018, تم فتحه مرة أخرى.[56][57]

#### اسطنبول (تركيا)
كان Bigudi أول حانة للمثليات تم افتتاحها في اسطنبول, وهي تجذب الآن الرجال المثليين أيضًا.

#### تل أبيب (إسرائيل)
أما أمازوناس, الذي يفتح أبوابه يومي الخميس والسبت, فهو حانة المثليات الوحيدة العاملة في تل أبيب في عام 2019.

#### جنوب أفريقيا
كان Beaulah في كيب تاون في الأصل حانة مثلية حتى اختلطت.

### الولايات المتحدة
وفقًا لمقال نشر في يونيو 2021 على PBS NewsHour, كان هناك أكثر من 200 حانة للسحاقيات في جميع أنحاء الولايات المتحدة في أواخر الثمانينيات وانخفض هذا الرقم إلى 21 بسبب الاستجابة جائحة فيروس كورونا, وتوافر تطبيقات المواعدة, والتحسين., واستيعاب الأشخاص المثليين.

#### كولومبوس, أوهايو
تأسست شركة Slammers في عام 1993, وهي حانة المثليات الوحيدة المتبقية في ولاية أوهايو.

#### دالاس, تكساس
تأسست Sue Ellen's في عام 1989, وهي ثاني أطول حانة للمثليات في البلاد.

## أنظر أيضا
- مسيرة السحاقيات